# La Véritable Histoire du Père Noël
Pour plus de détails, voir Fiche technique et Distribution.
La Véritable Histoire du Père Noël (Joulutarina) est un film de Noël finlandais réalisé par Juha Wuolijoki.

## Synopsis
Dans un village de Laponie, les parents du jeune Nikolas périssent dans un accident. Les villageois décident d'élever Nikolas à tour de rôle, chacun une année durant. Pour les remercier, Nikolas fabrique des petits cadeaux pour chacun.
Puis arrive une année où la nourriture se fait rare. Les familles qui accueillaient Nikolas sont désormais dans l'incapacité de l'héberger. Ainsi, Lisakki, un homme plutôt bougon et rustre avec les enfants, décide de le prendre avec lui pour travailler... Il cerne rapidement ses talents de sculpture et commence à lui apprendre le métier de menuisier. 
Après cela, Nikolas a gardé la coutume de déposer des cadeaux à Noël et avec la permission de Lisakki, retourne au village pour réaliser sa distribution. 
Nikolas grandit, devient adulte, et au fil du temps, il s'est perfectionné dans son métier. Un jour, il reçoit les deux fils de Lisakki, venus le chercher pour l emmener vivre ailleurs, à cause de son âge avancé. Nikolas se retrouve de nouveau seul. Mais son obsession de distribuer des cadeaux ne l'a pas quitté. Il devient même... le Père Noël !

## Fiche technique
Source : IMDb, sauf mention contraire
- Titre original : Joulutarina
- Titre en anglais : Christmas Story
- titre en français : La Véritable Histoire du Père Noël
- Réalisation : Juha Wuolijoki
- Scénario : Marko Leino, Aku Louhimies	et Juha Wuolijoki
- Photographie : Mika Orasmaa
- Musique : Leri Leskinen
- Montage : Harri Ylönen
- Directeur artistique : Olli-Pekka Rahikainen
- Production : Juha Wuolijoki
- Création des costumes : Anu Pirilä
- Sociétés de production :  Scarpe Diem Productions et Snapper Films Oy
- Société de distribution : Snapper Films
- Budget : 2 500 000 €
- Genre : fantasy
- Langue : finnois
- Durée : 83 minutes
- Date de sortie : 16 novembre 2007 en Finlande

## Distribution
- Hannu-Pekka Björkman : Nikolas
- Otto Gustavsson : Nikolas 13-vuotiaana
- Jonas Rinne : Nikolas 7-vuotiaana
- Kari Väänänen : Iisakki
- Minna Haapkylä : Kristiina
- Mikko Leppilampi : Hannus
- Mikko Kouki : Eemeli
- Oskari Heimonen : Eemeli 11-vuotiaana
- Roi Ron : Eemeli 5-vuotiaana
- Laura Birn : Aada
- Nella Siilasmaa : Aada 9-vuotiaana
- Antti Tuisku : Mikko
- Alpo Sipilä : Mikko 9-vuotiaana
- Matti Ristinen : Einari
- Eeva Soivio : Aleksandra
- Mauri Heikkilä : Gideon
- Pirjo Leppänen : Hilla
- Saara Pakkasvirta : Meeri
- Ville Virtanen : Henrik
- Matti Rasilainen : Hermanni
- Nora Syrjä : Elsa
- Mikko Rokka : Heino
- Lisa Sjöholm : Laura

Doublage version en anglais
- Michael Badalucco : Emil
- Jennifer Barnhart : Aleksandra / Meeri
- Katherine Borowitz : Aada / Hilda
- Ron Crawford : Gideon
- Noah Emmerich : Nikolas
- John Turturro : Iisakki